# Парламентские выборы в Сербии (2023)
17 декабря 2023 года в Сербии состоялись парламентские выборы в Народную скупщину. Первоначально должны были пройти 30 апреля 2026 года, но Александр Вучич, президент Сербии, распустил парламент 1 ноября 2023 года и назначил внеочередные выборы.
Сербская прогрессивная партия (СПП) пришла к власти после парламентских выборов 2012 года, когда она сформировала коалиционное правительство совместно с Социалистической партией Сербии. На выборах 2022 года СПП потеряла парламентское большинство, в то время как оппозиционные партии вернулись в Скупщину. Блок «Объединённые за победу Сербии», занявший второе место, был распущен вскоре после выборов. Ана Брнабич, которая была премьер-министром с 2017 года, и её третий кабинет были приведены к присяге в октябре 2022 года. В 2023 году в её кабинете произошло несколько изменений; Бранко Ружич (министр образования) подал в отставку, а Раде Баста (министр экономики) был уволен. Кабинет Брнабич также был вовлечен в кризис на севере Косово и столкнулся с антиправительственными протестами с мая по ноябрь 2023 года, которые были вызваны стрельбой в белградской школе и массовым убийством в Дубоне и Шепшине.
Оппозиционные партии, организовавшие протесты, сформировали коалицию «Сербия против насилия» в октябре. Кампания была встречена ростом политической напряжённости и поляризацией. Кандидаты проводили кампании, затрагивая вопросы борьбы с преступностью и коррупцией, снижения инфляции, не обошли стороной и Охридское соглашение. Несмотря на то, что Вучич больше не является председателем СПП, во время кампании в основном он представлял партию. Республиканская избирательная комиссия обнародовала 18 избирательных списков для участия в парламентских выборах.

## Итоги
|                             |                                                                   |           |        |               |                |  |  |
| Партия/Коалиция             | Партия/Коалиция                                                   | Голосов   | %      | Мест получено | +/–            |  |  |
|                             | Сербия не должна останавливаться                                  | 1 783 701 | 48,07  | 129           | ▲ 9            |  |  |
|                             | Сербия против насилия                                             | 902 450   | 24,32  | 65            | новая коалиция |  |  |
|                             | Социалистическая партия Сербии–Объединённая Сербия–Зелёные Сербии | 249 608   | 6,73   | 18            | ▼ 13           |  |  |
|                             | Национальная демократическая альтернатива                         | 191 431   | 5,16   | 13            | ▼ 2            |  |  |
|                             | Мы — Голос из народа                                              | 178 830   | 4,82   | 13            | новая партия   |  |  |
|                             | Национальный сбор                                                 | 105 165   | 2,83   | 0             | ▼ 16           |  |  |
|                             | Альянс воеводинских венгров                                       | 64 747    | 1,74   | 6             | ▲ 1            |  |  |
|                             | Сербская радикальная партия                                       | 55 782    | 1,50   | 0             | ▬              |  |  |
|                             | Доброе утро, Сербия                                               | 45 079    | 1,21   | 0             | ▬              |  |  |
|                             | Народная партия                                                   | 33 388    | 0,90   | 0             | ▼ 12           |  |  |
|                             | СПП – ДСХВ                                                        | 29 066    | 0,78   | 3             | ▼ 2            |  |  |
|                             | Партия демократического действия Санджака                         | 21 827    | 0,59   | 2             | ▬              |  |  |
|                             | Албанская коалиция Прешевской долины                              | 13 501    | 0,36   | 1             | ▬              |  |  |
|                             | Русская партия – НКПЮ                                             | 11 369    | 0,31   | 1             | ▲ 1            |  |  |
|                             | Либерально-демократическая партия                                 | 9243      | 0,31   | 0             | новая партия   |  |  |
|                             | Коалиция за мир и толерантность                                   | 6786      | 0,18   | 0             | ▼ 1            |  |  |
|                             | Новая партия – Гражданский демократический форум                  | 5462      | 0,15   | 0             | ▬              |  |  |
|                             | Албанская демократическая альтернатива                            | 3235      | 0,09   | 0             | ▬              |  |  |
| Всего                       | Всего                                                             | 3 710 978 | 100,00 | 250           |                |  |  |
|                             |                                                                   |           |        |               |                |  |  |
| Действительных бюллетеней   | Действительных бюллетеней                                         | 3 710 978 | 97,13  |               |                |  |  |
| Недействительных бюллетеней | Недействительных бюллетеней                                       | 109 768   | 2,87   |               |                |  |  |
| Всего бюллетеней            | Всего бюллетеней                                                  | 3 820 746 | 100,00 |               |                |  |  |
| Явка избирателей            | Явка избирателей                                                  | 6 500 666 | 58,77  |               |                |  |  |

После оглашения победы Вучича в Белграде прошли протесты против предполагаемых фальсификаций на выборах.